# Dubai Tennis Championships
Dubai Tennis Championships, oficiálně Dubai Duty Free Tennis Championships, je profesionální tenisový turnaj mužů a žen hraný v Dubaji, hlavním městě stejnojmenného emirátu ve Spojených arabských emirátech. Založen byl jako mužský turnaj v roce 1993. Ženská část navázala v sezóně 2001. Probíhá v závěru února na otevřených dvorcích s tvrdým povrchem DecoTurf v Aviation Club Tennis Centre. Patronát nad turnajem převzal premiér a viceprezident státu, emír Muhammad bin Rášid Ál Maktúm. Titulárním partnerem je dubajská společnost Dubai Duty Free zajišťující duty-free na letištích v Dubaji a Ál Maktúma.
Muži hrají na okruhu ATP Tour v kategorii ATP Tour 500. Ženská polovina patří na okruhu WTA Tour do kategorií WTA 1000 a WTA 500, které se každoročně střídají mezi Dubají a dalším arabským turnajem Qatar Ladies Open.

## Historie
Mužská polovina se koná od roku 1993, kdy ji vyhrál český tenista Karel Nováček z první světové třicítky. Od sezóny 2009 patří do kategorie ATP Tour 500. Ženská část byla založena v sezóně 2001 a premiérový ročník ovládla Švýcarka Martina Hingisová. Do sezóny 2008 probíhala v kategorii Tier II. V letech 2009–2020 se řadila do úrovně Premier, respektive Premier 5, kdy docházelo k rotaci kategorií s turnajem Qatar Ladies Open v Dauhá. Jejich výměna byla zachována i od roku 2021, s nástupnickými kategoriemi WTA 1000 (non-mandatory) a WTA 500. 

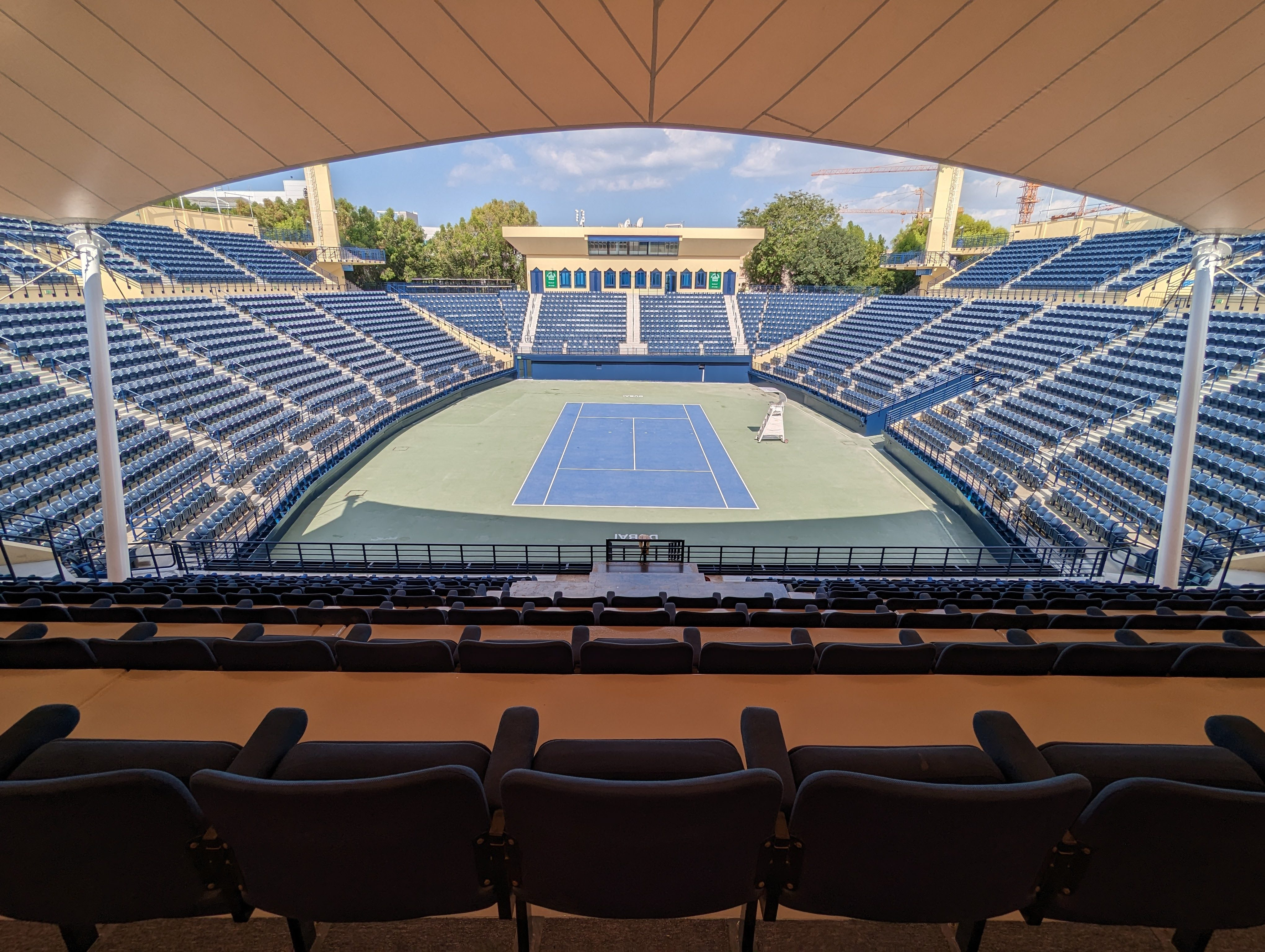
Tennis Stadium, Aviation Club Tennis Centre

V roce 2005 se Dubai Tennis Championships stal třetím profesionálním turnajem, který přistoupil k výplatě shodných odměn mužům i ženám. Navázal tak na grandslamy US Open a Australian Open. Primát mimo grandslamů držel od roku 1989 Miami Masters, který však přístup identických odměn opustil a vrátil se k němu až v roce 2006. Do dvouher nastupuje třicet dva singlistů a čtyřhry se účastní šestnáct párů. Ročníky řazené do WTA 1000 obsahují padesát šest singlistek a dvacet osm deblových dvojic.
Nejvyšší počet osmi singlových titulů získal Švýcar Roger Federer (2003–2005, 2007, 2012, 2014, 2015 a 2019). Rekordmankou mezi ženami je Belgičanka Justine Heninová se čtyřmi trofejemi (2003–2004 a 2006–2007). V mužské čtyřhře drží rekord Ind Maheš Bhúpatí s pěti triumfy (1998, 2004, 2008, 2012–2013) a v ženském deblu pak Američanka Liezel Huberová také s pěti vítězstvími (2007–2009, 2011–2012).  Francouz Ugo Humbert vyrovnal v roce 2024 rekord otevřené éry, když udržel neporazitelnost i v šestém kariérním finále ATP.

### Incident neudělení víz Šachar Pe'erové

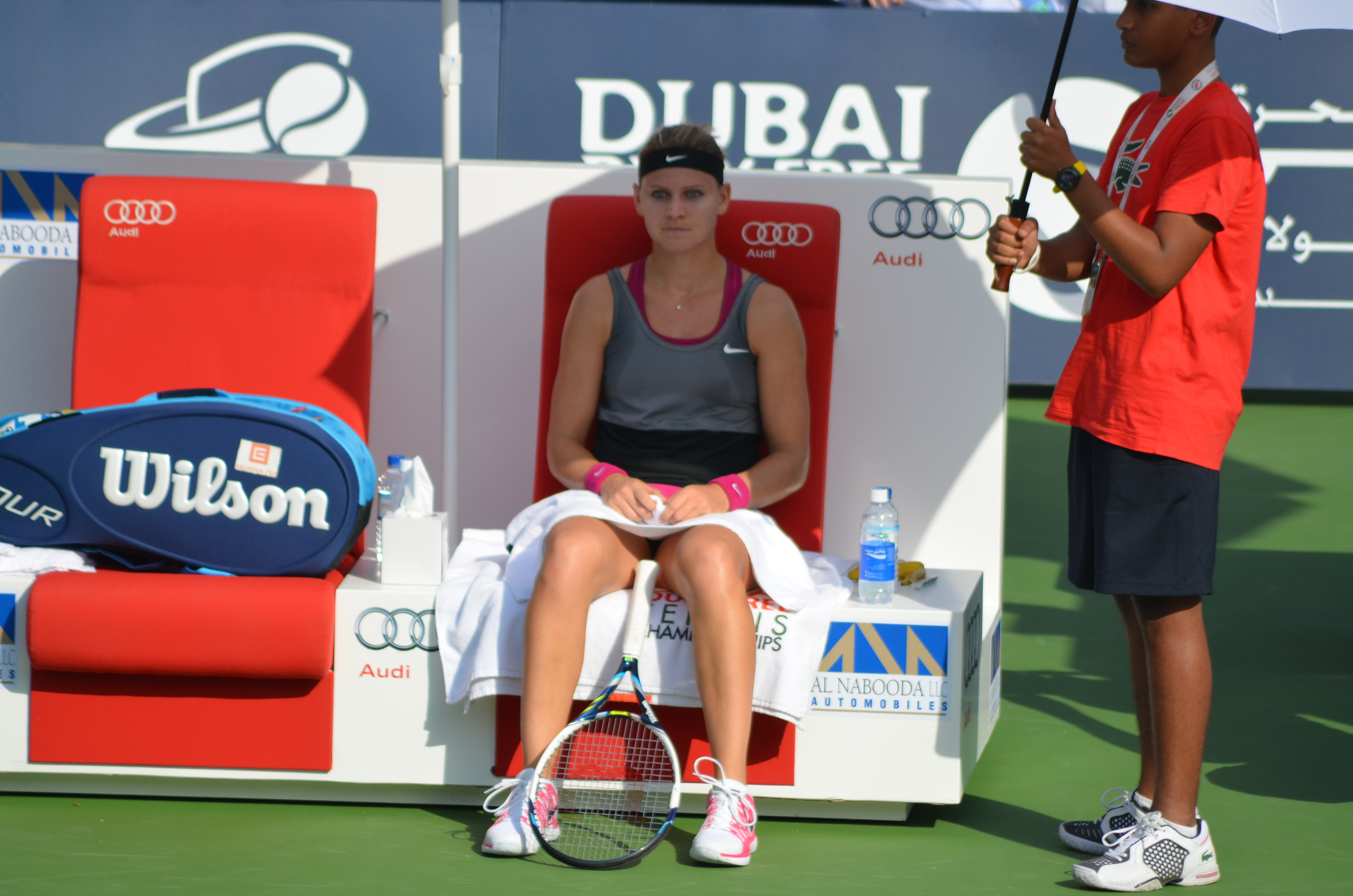
Lucie Šafářová během výměny stran, 2014

V únoru 2009 se Spojené arabské emiráty rozhodly neudělit vstupní víza izraelské tenistce Šachar Pe'erové, která tak nemohla do turnaje zasáhnout. Oba státy neudržovaly diplomatické vztahy. Ředitel turnaje Salah Tahlak prohlásil, že její odmítnutí vycházelo především z obavy před možným hněvem Arabů poté, co k protestům vůči ní došlo již na předcházející události ASB Classic, a to v souvislosti s izraelsko-palestinským konfliktem v období 2008–2009. Řada hráček, včetně Venus Williamsové, neudělení víz odsoudila.
V reakci na incident byla turnaji udělena pokuta ve výši 300 000 amerických dolarů. Organizátoři se odvolali u organizace WTA, která odvolání zamítla. Pe'erová získala garanci startu na dalším ročníku arabského turnaje (2010) a náhradu činící 44 250 dolarů, vypočítanou z jejího průměrného zisku na jeden turnaj v sezóně 2008. Několik hráčů mužské poloviny turnaje 2009, který se konal týden po ženské části, a to včetně obhájce titulu Američana Andyho Roddicka, na protest do turnaje nenastoupilo. V reakci na danou skutečnost arabští organizátoři udělili vstupní víza izraelskému tenistovi Andymu Ramovi, jenž odehrál čtyřhru.

## Vývoj názvu
- 1993–2000: Dubai Open
- 2001–2007: The Dubai Tennis Championships
- 2008–2010: The Barclays Dubai Tennis Championships, titulární partner Barclays
- od 2011: Dubai Duty Free Tennis Championships, titulární partner Dubai Duty Free

## Přehled finále

### Mužská dvouhra
| Rok  | vítěz                 | finalista             | výsledek            |
| ---- | --------------------- | --------------------- | ------------------- |
| 1993 | Karel Nováček         | Fabrice Santoro       | 6–4, 7–5            |
| 1994 | Magnus Gustafsson     | Sergi Bruguera        | 6–4, 6–2            |
| 1995 | Wayne Ferreira        | Andrea Gaudenzi       | 6–3, 6–3            |
| 1996 | Goran Ivanišević      | Albert Costa          | 6–4, 6–3            |
| 1997 | Thomas Muster         | Goran Ivanišević      | 7–5, 7–6(7–3)       |
| 1998 | Àlex Corretja         | Félix Mantilla        | 7–6(7–0), 6–1       |
| 1999 | Jérôme Golmard        | Nicolas Kiefer        | 6–4, 6–2            |
| 2000 | Nicolas Kiefer        | Juan Carlos Ferrero   | 7–5, 4–6, 6–3       |
| 2001 | Juan Carlos Ferrero   | Marat Safin           | 6–2, 3–1skreč       |
| 2002 | Fabrice Santoro       | Júnis Al Ajnáví       | 6–4, 3–6, 6–3       |
| 2003 | Roger Federer         | Jiří Novák            | 6–1, 7–6(7–2)       |
| 2004 | Roger Federer (2)     | Feliciano López       | 4–6, 6–1, 6–2       |
| 2005 | Roger Federer (3)     | Ivan Ljubičić         | 6–1, 6–7(6–8), 6–3  |
| 2006 | Rafael Nadal          | Roger Federer         | 2–6, 6–4, 6–4       |
| 2007 | Roger Federer (4)     | Michail Južnyj        | 6–4, 6–3            |
| 2008 | Andy Roddick          | Feliciano López       | 6–7(8–10), 6–4, 6–2 |
| 2009 | Novak Djoković        | David Ferrer          | 7–5, 6–3            |
| 2010 | Novak Djoković (2)    | Michail Južnyj        | 7–5, 5–7, 6–3       |
| 2011 | Novak Djoković (3)    | Roger Federer         | 6–3, 6–3            |
| 2012 | Roger Federer (5)     | Andy Murray           | 7–5, 6–4            |
| 2013 | Novak Djoković (4)    | Tomáš Berdych         | 7–5, 6–3            |
| 2014 | Roger Federer (6)     | Tomáš Berdych         | 3–6, 6–4, 6–3       |
| 2015 | Roger Federer (7)     | Novak Djoković        | 6–3, 7–5            |
| 2016 | Stan Wawrinka         | Marcos Baghdatis      | 6–4, 7–6(15–13)     |
| 2017 | Andy Murray           | Fernando Verdasco     | 6–3, 6–2            |
| 2018 | Roberto Bautista Agut | Lucas Pouille         | 6–3, 6–4            |
| 2019 | Roger Federer (8)     | Stefanos Tsitsipas    | 6–4, 6–4            |
| 2020 | Novak Djoković (5)    | Stefanos Tsitsipas    | 6–3, 6–4            |
| 2021 | Aslan Karacev         | Lloyd Harris          | 6–3, 6–2            |
| 2022 | Andrej Rubljov        | Jiří Veselý           | 6–3, 6–4            |
| 2023 | Daniil Medveděv       | Andrej Rubljov        | 6–2, 6–2            |
| 2024 | Ugo Humbert           | Alexandr Bublik       | 6–4, 6–3            |
| 2025 | Stefanos Tsitsipas    | Félix Auger-Aliassime | 6–3, 6–3            |

### Ženská dvouhra
| Rok  | vítězka               | finalistka             | výsledek           |
| ---- | --------------------- | ---------------------- | ------------------ |
| 2001 | Martina Hingisová     | Nathalie Tauziatová    | 6–4, 6–4           |
| 2002 | Amélie Mauresmová     | Sandrine Testudová     | 6–4, 7–6(7–3)      |
| 2003 | Justine Heninová      | Monika Selešová        | 4–6, 7–6(7–4), 7–5 |
| 2004 | Justine Heninová (2)  | Světlana Kuzněcovová   | 7–6(7–3), 6–3      |
| 2005 | Lindsay Davenportová  | Jelena Jankovićová     | 6–4, 3–6, 6–4      |
| 2006 | Justine Heninová (3)  | Maria Šarapovová       | 7–5, 6–2           |
| 2007 | Justine Heninová (4)  | Amélie Mauresmová      | 6–4, 7–5           |
| 2008 | Jelena Dementěvová    | Světlana Kuzněcovová   | 4–6, 6–3, 6–2      |
| 2009 | Venus Williamsová     | Virginie Razzanová     | 6–4, 6–2           |
| 2010 | Venus Williamsová (2) | Viktoria Azarenková    | 6–3, 7–5           |
| 2011 | Caroline Wozniacká    | Světlana Kuzněcovová   | 6–1, 6–3           |
| 2012 | Agnieszka Radwańská   | Julia Görgesová        | 7–5, 6–4           |
| 2013 | Petra Kvitová         | Sara Erraniová         | 6–2, 1–6, 6–1      |
| 2014 | Venus Williamsová (3) | Alizé Cornetová        | 6–3, 6–0           |
| 2015 | Simona Halepová       | Karolína Plíšková      | 6–4, 7–6(7–4)      |
| 2016 | Sara Erraniová        | Barbora Strýcová       | 6–0, 6–2           |
| 2017 | Elina Svitolinová     | Caroline Wozniacká     | 6–4, 6–2           |
| 2018 | Elina Svitolinová (2) | Darja Kasatkinová      | 6–4, 6–0           |
| 2019 | Belinda Bencicová     | Petra Kvitová          | 6–3, 1–6, 6–2      |
| 2020 | Simona Halepová (2)   | Jelena Rybakinová      | 3–6, 6–3, 7–6(7–5) |
| 2021 | Garbiñe Muguruzaová   | Barbora Krejčíková     | 7–6(8–6), 6–3      |
| 2022 | Jeļena Ostapenková    | Veronika Kuděrmetovová | 6–0, 6–4           |
| 2023 | Barbora Krejčíková    | Iga Świąteková         | 6–4, 6–2           |
| 2024 | Jasmine Paoliniová    | Anna Kalinská          | 4–6, 7–5, 7–5      |
| 2025 | Mirra Andrejevová     | Clara Tausonová        | 7–6(7–1), 6–1      |

### Mužská čtyřhra
| Rok  | vítězové                              | finalisté                            | výsledek                |
| ---- | ------------------------------------- | ------------------------------------ | ----------------------- |
| 1993 | John Fitzgerald Anders Järryd         | Grant Connell Patrick Galbraith      | 6–2, 6–1                |
| 1994 | Todd Woodbridge Mark Woodforde        | Darren Cahill John Fitzgerald        | 6–7, 6–4, 6–2           |
| 1995 | Grant Connell Patrick Galbraith       | Tomás Carbonell Francisco Roig       | 6–2, 4–6, 6–3           |
| 1996 | Grant Connell (2) Byron Black         | Karel Nováček Jiří Novák             | 6–0, 6–1                |
| 1997 | Sander Groen Goran Ivanišević         | Sandon Stolle Cyril Suk              | 7–6, 6–3                |
| 1998 | Maheš Bhúpatí Leander Paes            | Donald Johnson Francisco Montana     | 6–2, 7–5                |
| 1999 | Wayne Black Sandon Stolle             | David Adams John-Laffnie de Jager    | 4–6, 6–1, 6–4           |
| 2000 | Jiří Novák David Rikl                 | Robbie Koenig Peter Tramacchi        | 6–2, 7–5                |
| 2001 | Joshua Eagle Sandon Stolle (2)        | Daniel Nestor Nenad Zimonjić         | 6–4, 6–4                |
| 2002 | Mark Knowles Daniel Nestor            | Joshua Eagle Sandon Stolle           | 3–6, 6–3, [13–11]       |
| 2003 | Leander Paes David Rikl (2)           | Wayne Black Kevin Ullyett            | 6–3, 6–0                |
| 2004 | Maheš Bhúpatí (2) Fabrice Santoro     | Jonas Björkman Leander Paes          | 6–2, 4–6, 6–4           |
| 2005 | Martin Damm Radek Štěpánek            | Jonas Björkman Fabrice Santoro       | 6–2, 6–4                |
| 2006 | Paul Hanley Kevin Ullyett             | Mark Knowles Daniel Nestor           | 1–6, 6–2, [10–1]        |
| 2007 | Fabrice Santoro (2) Nenad Zimonjić    | Maheš Bhúpatí Radek Štěpánek         | 7–5, 6–7(3–7), [10–7]   |
| 2008 | Maheš Bhúpatí (3) Mark Knowles (2)    | Martin Damm Pavel Vízner             | 7–5, 7–6(9–7)           |
| 2009 | Rik de Voest Dmitrij Tursunov         | Martin Damm Robert Lindstedt         | 4–6, 6–3, [10–5]        |
| 2010 | Simon Aspelin Paul Hanley             | Lukáš Dlouhý Leander Paes            | 6–2, 6–3                |
| 2011 | Serhij Stachovskyj Michail Južnyj     | Jérémy Chardy Feliciano López        | 4–6, 6–3, [10–3]        |
| 2012 | Maheš Bhúpatí (4) Rohan Bopanna       | Mariusz Fyrstenberg Marcin Matkowski | 6–4, 3–6, [10–5]        |
| 2013 | Maheš Bhúpatí (5) Michaël Llodra      | Robert Lindstedt Nenad Zimonjić      | 7–6(8–6), 7–6(8–6)      |
| 2014 | Rohan Bopanna (2) Ajsám Kúreší        | Daniel Nestor Nenad Zimonjić         | 6–4, 6–3                |
| 2015 | Rohan Bopanna (3) Daniel Nestor (2)   | Ajsám Kúreší Nenad Zimonjić          | 6–4, 6–1                |
| 2016 | Simone Bolelli Andreas Seppi          | Feliciano López Marc López           | 6–2, 3–6, [14–12]       |
| 2017 | Jean-Julien Rojer Horia Tecău         | Rohan Bopanna Marcin Matkowski       | 4–6, 6–3, [10–3]        |
| 2018 | Jean-Julien Rojer (2) Horia Tecău (2) | James Cerretani Leander Paes         | 6–2, 7–6(7–2)           |
| 2019 | Rajeev Ram Joe Salisbury              | Ben McLachlan Jan-Lennard Struff     | 7–6(7–4), 6–3           |
| 2020 | John Peers Michael Venus              | Raven Klaasen Oliver Marach          | 6–3, 6–2                |
| 2021 | Juan Sebastián Cabal Robert Farah     | Nikola Mektić Mate Pavić             | 7–6(7–0), 7–6(7–4)      |
| 2022 | Tim Pütz Michael Venus                | Nikola Mektić Mate Pavić             | 6–3, 6–7(5–7), [16–14]  |
| 2023 | Maxime Cressy Fabrice Martin          | Lloyd Glasspool Harri Heliövaara     | 7–6(7–2), 6–4           |
| 2024 | Tallon Griekspoor Jan-Lennard Struff  | Ivan Dodig Austin Krajicek           | 6–4, 4–6, [10–6]        |
| 2025 | Juki Bhambri Alexei Popyrin           | Harri Heliövaara Henry Patten        | 3–6, 7–6(14–12), [10–8] |

### Ženská čtyřhra
| Rok  | vítězky                                                 | finalistky                                 | výsledek              |
| ---- | ------------------------------------------------------- | ------------------------------------------ | --------------------- |
| 2001 | Caroline Visová Yayuk Basukiová                         | Åsa Svenssonová Karina Habšudová           | 6–0, 4–6, 6–2         |
| 2002 | Maria Ventová Barbara Rittnerová                        | Roberta Vinciová Sandrine Testudová        | 6–3, 6–2              |
| 2003 | Světlana Kuzněcovová Martina Navrátilová                | Cara Blacková Jelena Lichovcevová          | 6–3, 7–6(9–7)         |
| 2004 | Conchita Martínezová Janette Husárová                   | Světlana Kuzněcovová Jelena Lichovcevová   | 6–0, 1–6, 6–3         |
| 2005 | Paola Suárezová Virginia Ruanová Pascualová             | Světlana Kuzněcovová Alicia Moliková       | 6–7(7–9), 6–2, 6–1    |
| 2006 | Květa Peschkeová Francesca Schiavoneová                 | Světlana Kuzněcovová Naděžda Petrovová     | 3–6, 7–6(7–1), 6–3    |
| 2007 | Cara Blacková Liezel Huberová                           | Světlana Kuzněcovová Alicia Moliková       | 7–6(8–6), 6–4         |
| 2008 | Cara Blacková (2) Liezel Huberová (2)                   | Čeng Ťie Jen C’                            | 7–5, 6–2              |
| 2009 | Cara Blacková (3) Liezel Huberová (3)                   | Maria Kirilenková Agnieszka Radwańská      | 6–3, 6–3              |
| 2010 | Nuria Lagostera Vivesová María José Martínez Sánchezová | Květa Peschkeová Katarina Srebotniková     | 7–6(7–5), 6–4         |
| 2011 | Liezel Huberová (4) María José Martínez Sánchezová (2)  | Květa Peschkeová Katarina Srebotniková     | 7–6(7–5), 6–3         |
| 2012 | Liezel Huberová (5) Lisa Raymondová                     | Sania Mirzaová Jelena Vesninová            | 6–2, 6–1              |
| 2013 | Bethanie Matteková-Sandsová Sania Mirzaová              | Naděžda Petrovová Katarina Srebotniková    | 6–4, 2–6, [10–7]      |
| 2014 | Alla Kudrjavcevová Anastasia Rodionovová                | Raquel Kops-Jonesová Abigail Spearsová     | 6–2, 5–7, [10–8]      |
| 2015 | Tímea Babosová Kristina Mladenovicová                   | Garbiñe Muguruzaová Carla Suárez Navarrová | 6–3, 6–2              |
| 2016 | Čuang Ťia-žung Darija Juraková                          | Caroline Garciaová Kristina Mladenovicová  | 6–4, 6–4              |
| 2017 | Jekatěrina Makarovová Jelena Vesninová                  | Andrea Hlaváčková Pcheng Šuaj              | 6–2, 4–6, [10–7]      |
| 2018 | Čan Chao-čching Jang Čao-süan                           | Sie Šu-wej Pcheng Šuaj                     | 4–6, 6–2, [10–6]      |
| 2019 | Sie Šu-wej Barbora Strýcová                             | Lucie Hradecká Jekatěrina Makarovová       | 6–4, 6–4              |
| 2020 | Sie Šu-wej (2) Barbora Strýcová (2)                     | Barbora Krejčíková Čeng Saj-saj            | 7–5, 3–6, [10–5]      |
| 2021 | Alexa Guarachiová Darija Juraková (2)                   | Sü I-fan Jang Čao-süan                     | 6–0, 6–3              |
| 2022 | Veronika Kuděrmetovová Elise Mertensová                 | Ljudmyla Kičenoková Jeļena Ostapenková     | 6–1, 6–3              |
| 2023 | Veronika Kuděrmetovová (2) Ljudmila Samsonovová         | Čan Chao-čching Latisha Chan               | 6–4, 6–7(4–7), [10–1] |
| 2024 | Storm Hunterová Kateřina Siniaková                      | Nicole Melichar-Martinezová Ellen Perezová | 6–4, 6–2              |
| 2025 | Kateřina Siniaková (2) Taylor Townsendová               | Sie Šu-wej Jeļena Ostapenková              | 7–6(7–5), 6–4         |

## Rekordy
| Mužská dvouhra                  | Mužská dvouhra   | Mužská dvouhra                                                                  |
| Rekord                          | Rekord           | držitelé rekordu                                                                |
| ------------------------------- | ---------------- | ------------------------------------------------------------------------------- |
| Nejvíce titulů                  | 8                | Roger Federer                                                                   |
| Nejvíce finále                  | 10               | Roger Federer                                                                   |
| Nejvíce titulů v řadě           | 3                | Roger Federer                                                                   |
| Nejvíce vyhraných zápasů        | 53               | Roger Federer                                                                   |
| Nejmladší vítěz                 | 19 let           | Rafael Nadal (2006)                                                             |
| Nejstarší vítěz                 | 37 let           | Roger Federer (2019)                                                            |
| Nejvýše postavený vítěz         | 1. ATP           | Roger Federer (2004, 2005, 2007) Novak Djoković (2013, 2020) Andy Murray (2017) |
| Nejníže postavený vítěz         | 61. ATP          | Jérôme Golmard (1999)                                                           |
| Sezónní tituly v Dubaji i Dauhá | 2                | Roger Federer (2005) Daniil Medveděv (2023)                                     |
| Mužská čtyřhra                  |                  |                                                                                 |
| Nejvíce titulů                  | 5                | Maheš Bhúpatí                                                                   |
| Nejvíce finále                  | 6                | Maheš Bhúpatí                                                                   |
| Ženská dvouhra                  |                  |                                                                                 |
| Rekord                          | Rekord           | držitelky rekordu                                                               |
| Nejvíce titulů                  | 4                | Justine Heninová                                                                |
| Nejvíce finále                  | 4                | Justine Heninová                                                                |
| Nejvíce titulů v řadě           | 2                | Justine Heninová (dvakrát) Venus Williamsová Elina Svitolinová                  |
| Nejvíce vyhraných zápasů        | 22               | Caroline Wozniacká                                                              |
| Nejmladší vítězka               | 17 let a 299 dnů | Mirra Andrejevová (2025)                                                        |
| Nejstarší vítězka               | 33 let a 250 dnů | Venus Williamsová (2014)                                                        |
| Nejníže postavená vítězka       | 45. WTA          | Belinda Bencicová (2019)                                                        |
| Nejníže postavená finalistka    | 63. WTA          | Barbora Krejčíková (2021)                                                       |
| Nejlepší výsledek kvalifikantky | finále           | Anna Kalinská (2024)                                                            |
| Výhra nad všemi členkami Top 3  | 2023             | Barbora Krejčíková                                                              |
| Sezónní tituly v Dubaji i Dauhá | 2                | Martina Hingisová (2001) Justine Heninová (2007)                                |
| Ženská čtyřhra                  |                  |                                                                                 |
| Nejvíce titulů                  | 5                | Liezel Huberová                                                                 |
| Nejvíce finále                  | 5                | Liezel Huberová Světlana Kuzněcovová                                            |

## Galerie

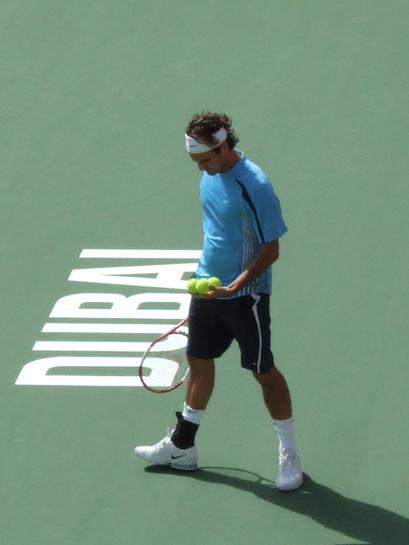
Roger Federer, 2006
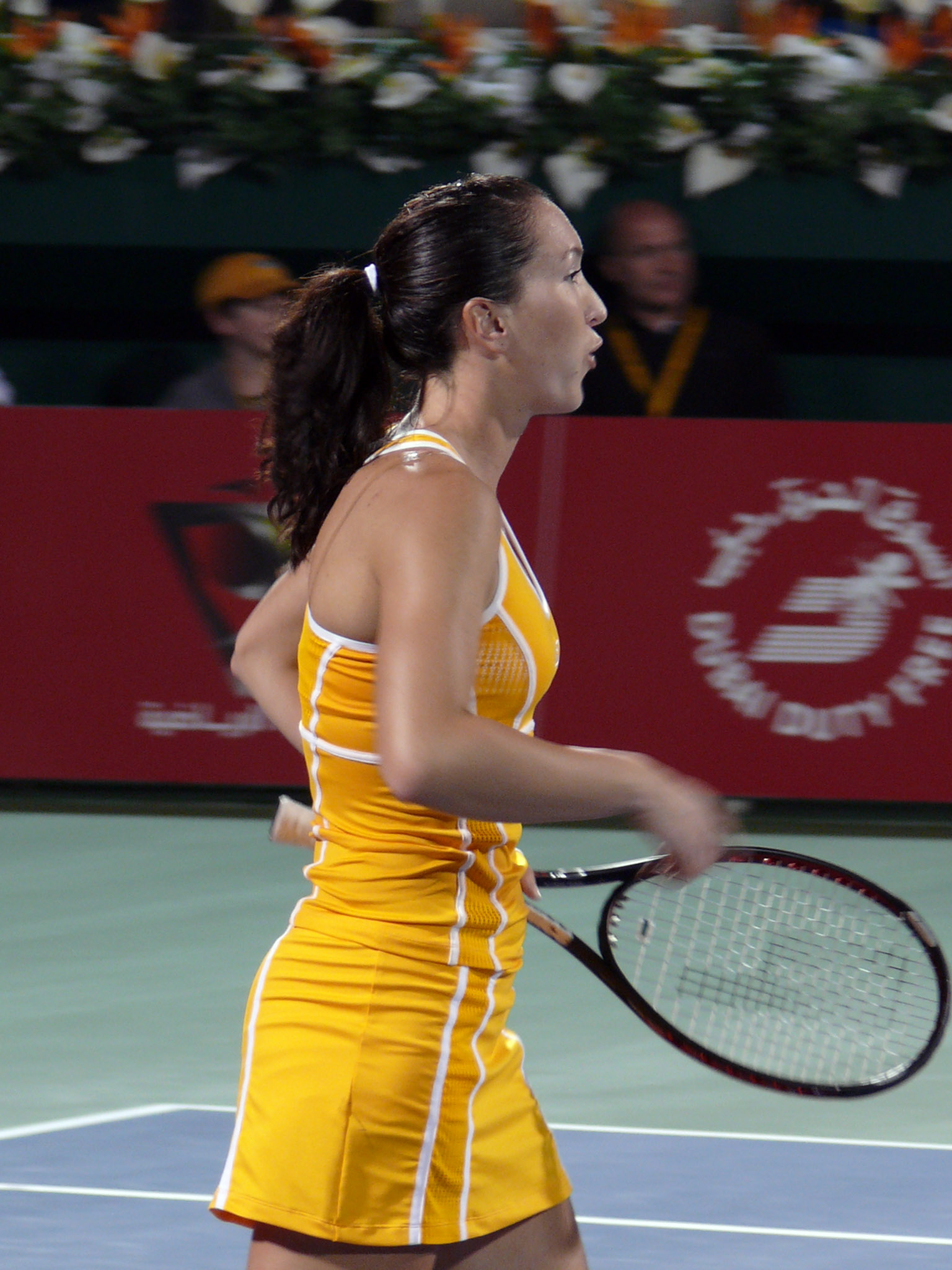
Jelena Jankovićová, 2007
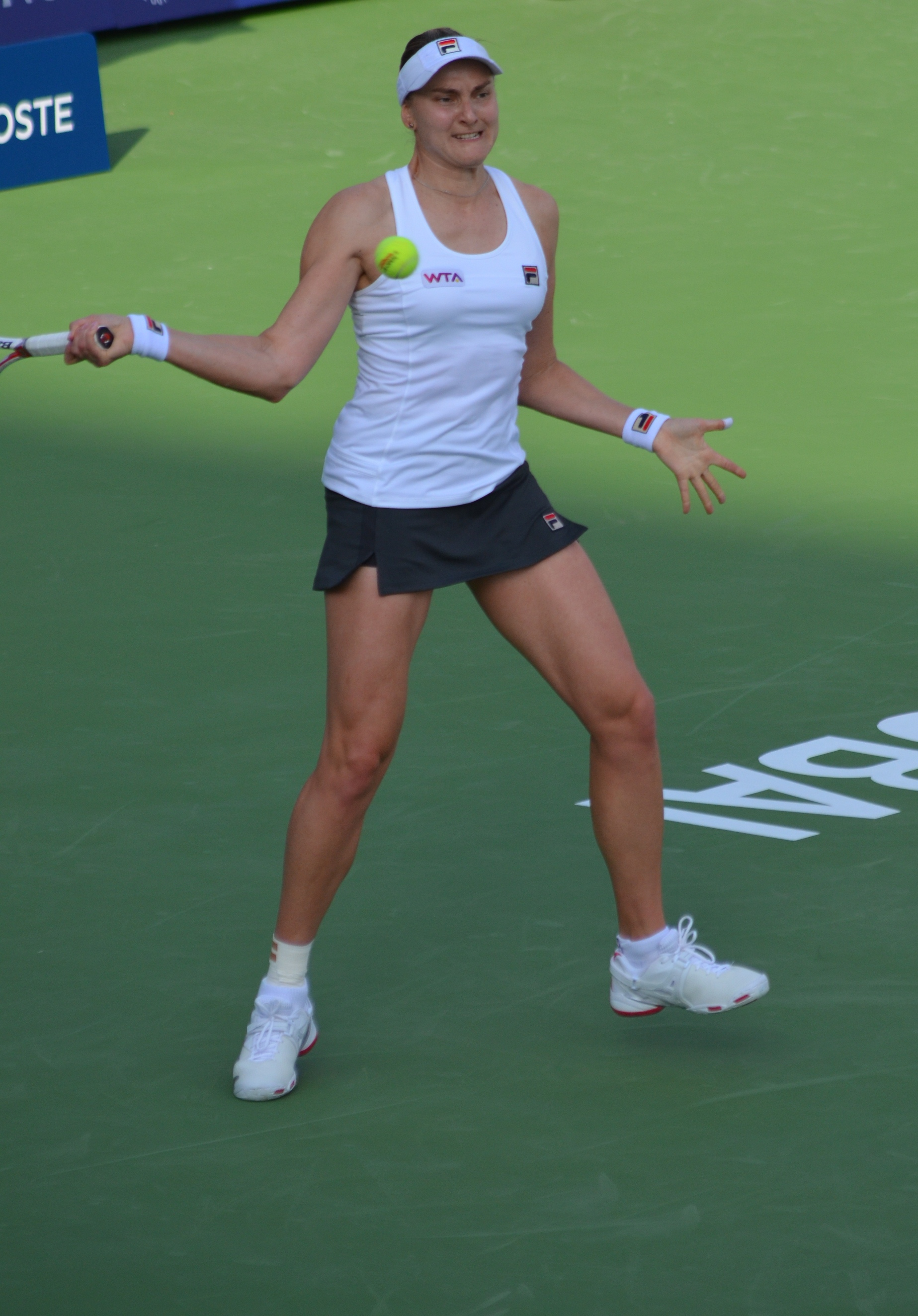
Naděžda Petrovová, 2014
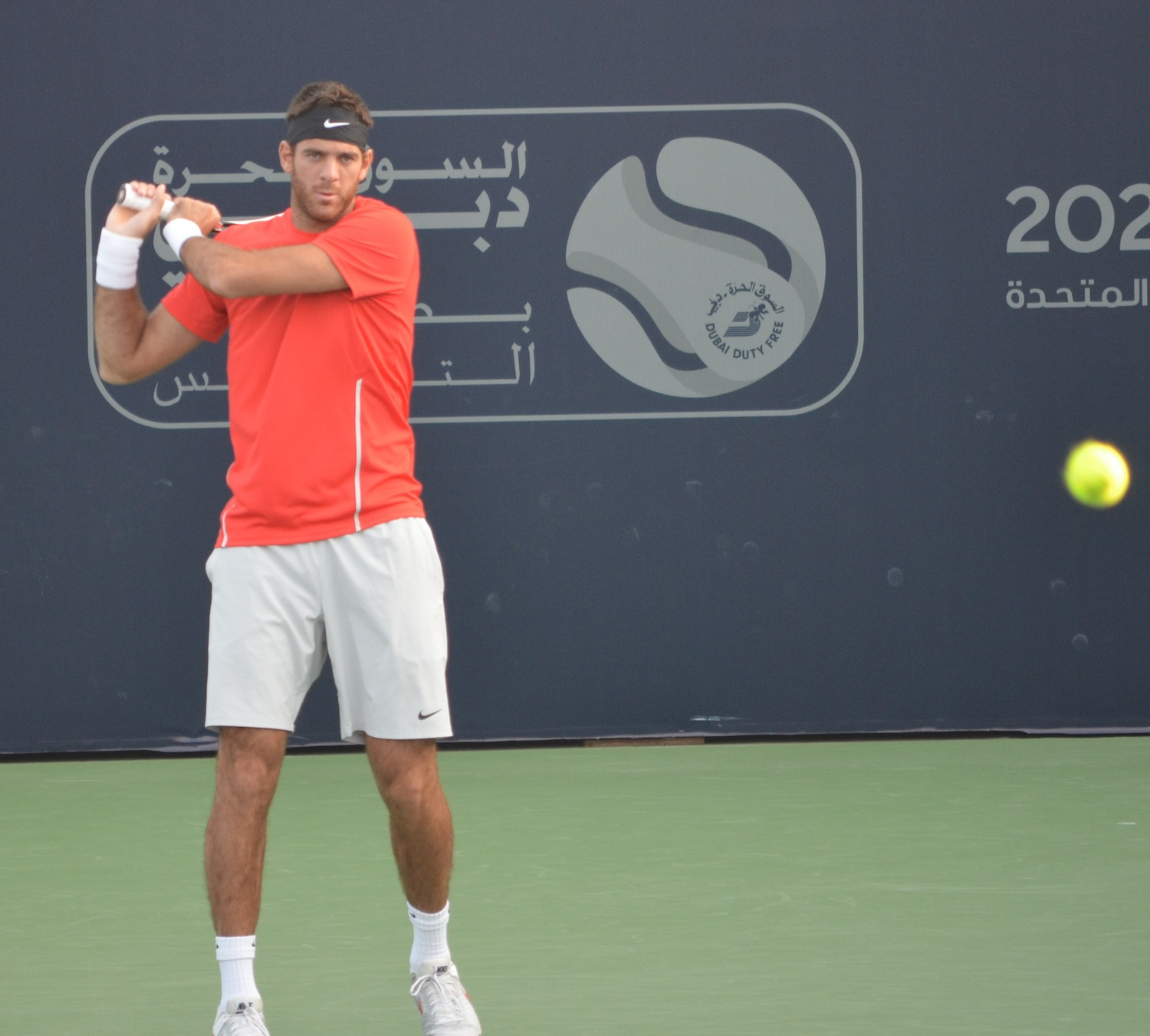
Juan Martín del Potro, 2014
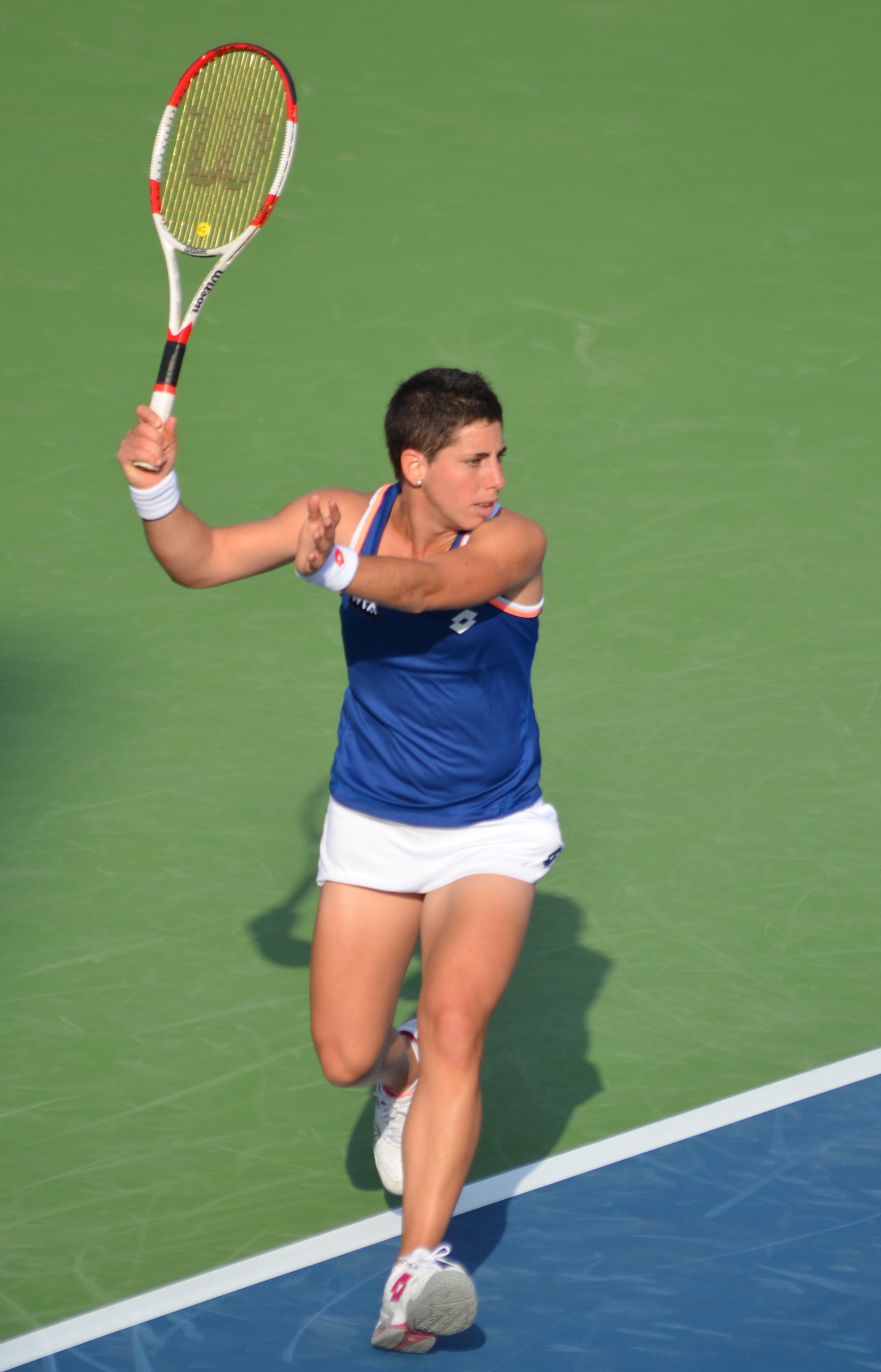
Carla Suárez Navarrová, 2014